# 松旭斉菊代
松旭斎 菊代（しょうきょくさい　きくよ、1932年3月14日 - 2013年12月18日）は、日本の奇術師である。
昼間は寄席などのステージで奇術を披露するかたわら、夜になると三ノ輪橋停留場の界隈で自ら経営する居酒屋「楽屋」にて女将を務めていた。
50歳代になってから趣味としてサイクリングを始めた。
奇術の手ほどきを受けた師匠はおばにあたる。

## 趣味のサイクリング
| 部品/部位         | スペック                                                             |
| ----------------- | -------------------------------------------------------------------- |
| フレーム サイズ   | 410 mm(C-C)                                                          |
| フォーク エンド   | サンツアー シュパーブ・プロ ロード・エンド                           |
| サドル            | アボセット R-20                                                      |
| ハンドル バー     | サカエ CTマース・バー 幅370mm                                        |
| ブレーキ レバー   | サンツアー オーレ                                                    |
| バー テープ       | スギノ 75 イエロー                                                   |
| ハンド ルステム   | 日東工業 テクノミック 50mm                                           |
| チェーン ホイール | シマノ サンテ クランク長160mm 50T×39Tダブルリング                    |
| シフト レバー     | サンツアー オーレ                                                    |
| ペダル            | サンツアー オーレ                                                    |
| トー クリップ     | ラピーズ スチールクリップ Dサイズ                                    |
| トー ストラップ   | スギノ 75 イエロー                                                   |
| 外装変速機        | サンツアー オーレ                                                    |
| ハブ              | サンツアー オーレ スモールハブ36H                                    |
| ブレーキ          | サンツアー オーレ                                                    |
| リム              | アラヤ 20A 36H 26×1 1/8                                              |
| タイヤ            | ナショナルタイヤ パナレーサー・テクノバ セミスリックパターン 26×1.00 |

以前より自転車といえばママチャリに乗る程度であった。女子競輪の選手をしていた中学時代の同級生が颯爽と乗るスポーツ自転車をみても別世界の乗り物と思えていたばかりではなく、娘が自転車で日本一周旅行をしたボーイフレンドの影響で「スポーツ自転車を買う。」と言いだしたことまでも「高価な品物だし、危険な乗り物だ。」と反対するほどに関心がなかった。

### はじめてのスポーツ自転車
だが、サイクリングを嗜む70歳代の人物が「自転車はハンチングベレー帽を被って毎日40キロメートルほど走っています。」とインタビューを受けている姿をテレビ番組で拝見して胸ときめかせてからは、高齢でもスポーツ自転車に乗ること素敵に思えてきた。50歳過ぎという自身の年齢を考えると「自転車を作るためのお金を貯めている時間が惜しく思えてきた。」ので、居酒屋「楽屋」の常連客でもある荒川サイクリングクラブの中岡隆を電話で呼び出して自転車の製作について相談した。
そして店と同じ荒川区内にあるマツダ自転車工場にてオレンジ色の自転車（「りゅうちゃん」と名づける。）を製作してもらってからは、すっかり自転車の虜となり居酒屋「楽屋」で話す話題までも自転車が多くなってゆき、やがて商店街の近隣人やギターリストなどの常連客の中からも自転車を製作してサイクリングを始める人が現れた。そして常連客5人ぐらいの仲間で「日本楽屋クラブ」と題してサイクリングを楽しんだ。
新宿末廣亭や浅草演芸ホールなど近場の寄席に通うときは、りゅうちゃん号に乗って通うようになった。娘からは「自転車で仕事に出かけるならば、奇術の出前公演でもしたら。」と冷やかされることもあった。

### 輪行
初めて輪行したのは、娘と軽井沢で旅行したときである。出立前日の閉店後、ビール片手に娘から輪行袋の手ほどきを一夜漬けで受けたが、上野駅で分解・収納にてこづっては困ると思い家から自転車を輪行袋に詰めてタクシーで駅に向かった。特訓のかいもあってか、軽井沢駅ではうまく輪行袋にしまうことができ、無事に東京へ帰りつくことができた。

### パンク修理の経験
出先で2度目のパンクを経験したとき、タイヤレバーを持ち合わせてなかったので、栓抜き（王冠抜き）と割り箸をタイヤレバーの代わりに使ってタイヤをはずして修理した。

### ロードバイク「ラッキー号」
「いつかはレーサーのジャージを着てヘルメットを被って走りたい。」と言って、2台目となる自転車ロードバイク（色はホワイトをベースに前フォークとヘッドチューブ周辺をイエローにしたツートーンカラー。コンポーネントもホワイトを基調とするサンツァー・オーレを中心に選択されている。）をマツモト自転車工場に製作してもらい「ラッキー」と名づけた（スポーツ自転車を持っていなかった娘へ誕生日プレゼントとして送った黄色い自転車にはタンポポをイメージしてポポンタと名づけた）。ドロップハンドルのロードバイクにのるようになってからは洒落合からもサイクリングに誘われるようになった。

### ロングライド
1988年には、仲間4人で猪苗代に行った。1日目は登り坂ばかりであったものの宿についてからドンチャン騒ぎをして、2日目に磐梯吾妻レークラインを走り中ノ沢温泉に浸かり、計画していた母成グリーンラインゆきの予定を変更して猪苗代より磐梯熱海温泉に下り、当日2箇所の湯を堪能した。

## 映像資料
- 星和彦・北見マキ・松旭斎菊代・ダーク大和・ダーク広和・ダーク広春・ダーク太陽・ダーク喜美『国立演芸場第９８回特別企画公演マジックフェスティバル:パートIII「マジック・スクエア」』（カラー 41分）（文化デジタルライブラリー）日本芸術文化振興会、東京、1987年2月22日。文化デジタルライブラリー索引コード:YH87-4。